# Sedum lumholtzii
Sedum lumholtzii là một loài thực vật có hoa trong họ Crassulaceae. Loài này được Robinson & Fernald miêu tả khoa học đầu tiên năm 1894.